# Dendroleon esbenpeterseni
Dendroleon esbenpeterseni is een insect uit de familie van de mierenleeuwen (Myrmeleontidae), die tot de orde netvleugeligen (Neuroptera) behoort. 
Dendroleon esbenpeterseni is voor het eerst wetenschappelijk beschreven door Miller & Stange in Miller et al. in 1999.